# Госьвіновиці
Госьвіновиці (пол. Goświnowice, нім. Friedenthal-Großgießmannsdorf) — село в Польщі, у гміні Ниса Ниського повіту Опольського воєводства.
Населення — 1346 осіб (2011).

## Демографія
Демографічна структура станом на 31 березня 2011 року:
|          | Загалом | Допрацездатний вік | Працездатний вік | Постпрацездатний вік |
| -------- | ------- | ------------------ | ---------------- | -------------------- |
| Чоловіки | 648     | 120                | 468              | 60                   |
| Жінки    | 698     | 129                | 429              | 140                  |
| Разом    | 1346    | 249                | 897              | 200                  |